# 宇治田原村
宇治田原村（うじたわらむら）は、京都府綴喜郡にあった村。現在の宇治田原町の東部にあたる。

## 地理
- 河川：宇治川
- 山岳：大峰山、花立ノ峰、鷲峰山
- 峠：裏白峠

## 歴史
- 1889年（明治22年）4月1日 - 町村制の施行により、岩山村・禅定寺村・湯屋谷村・奥山田村および立川村の一部（贄田を除く）の区域をもって発足。
- 1899年（昭和32年）9月16日 -　湯屋谷郵便局にて郵便為替事務開始（明治32年逓信省告示第254号）。
- 1922円（大正11年）10月1日 - 宇治田原自動車商会によるバス路線（宇治田原村岩山～宇治町宇治）が開通。
- 1935年（昭和10年）
  - 8月10日 - 集中豪雨により湯屋谷で山腹崩壊が発生。3人死亡、13人負傷者[1]。
  - 10月11日 -　湯屋谷郵便局にて電話通話事務開始（昭和10年逓信省告示第2588号）。
- 1936年（昭和11年）4月1日 -　湯屋谷郵便局にて電報業務開始
- 1948年（昭和23年）6月19日 -　宇治田原郵便局にて電話交換業務開始
- 1956年（昭和31年）9月30日 - 田原村と合併して宇治田原町が発足。同日宇治田原村廃止。

## 行政

### 歴代村長
| 代 | 氏名         | 就任年月日                | 退任年月日                | 備考                 |
| -- | ------------ | ------------------------- | ------------------------- | -------------------- |
| 1  | 清水徳右衛門 | 1889年（明治22年）5月20日 | 1893年（明治26年）5月19日 | 旧岩本村総代         |
| 2  | 永谷太郎兵衛 | 1893年（明治26年）6月20日 | 1897年（明治30年）1月9日  | 湯屋谷               |
| 3  | 浅田簾之助   | 1897年（明治30年）1月10日 | 1901年（明治34年）7月18日 | 湯屋谷               |
| 4  | 利田金五郎   | 1901年（明治34年）8月8日  | 1905年（明治38年）8月7日  | 旧奥山田村総代       |
| 5  | 山本廣三郎   | 1905年（明治38年）9月18日 | 1917年（大正6年）10月10日 |                      |
| 6  | 永田寅吉     | 1917年（大正6年）10月11日 | 1919年（大正8年）12月21日 |                      |
| 7  | 上辻定右衛門 | 1920年（大正9年）1月16日  | 1924年（大正13年）1月26日 | 奥山田「上辻園」     |
| 8  | 藤永萬太郎   | 1924年（大正13年）2月7日  | 1928年（昭和3年）2月6日   |                      |
| 9  | 藤田弥三八   | 1928年（昭和3年）2月15日  | 1929年（昭和4年）11月24日 |                      |
| 10 | 松本茂左衛門 | 1929年（昭和4年）11月25日 | 1931年（昭和6年）4月7日   |                      |
| 11 | 安井安次郎   | 1931年（昭和6年）4月21日  | 1932年（昭和7年）8月7日   |                      |
| 12 | 小山忠友     | 1932年（昭和7年）8月18日  | 1936年（昭和11年）8月17日 |                      |
| 13 | 大北純一郎   | 1936年（昭和11年）9月2日  | 1940年（昭和15年）9月1日  |                      |
| 14 | 藤田弥三八   | 1940年（昭和15年）9月7日  | 1943年（昭和18年）1月25日 |                      |
| 15 | 平井忠左衛門 | 1943年（昭和18年）1月26日 | 1946年（昭和21年）11月7日 |                      |
| 16 | 辻為右衛門   | 1946年（昭和21年）11月8日 | 1947年（昭和22年）4月4日  |                      |
| 17 | 高田国太郎   | 1947年（昭和22年）4月5日  | 1952年（昭和27年）7月24日 | 公選、湯屋谷         |
| 18 | 西出孝太郎   | 1952年（昭和27年）8月21日 | 1955年（昭和30年）6月     | 公選、元禅定寺区長   |
| 19 | 山中不二雄   | 1955年（昭和30年）6月     | 1956年（昭和31年）9月29日 | 公選、合併により退任 |

## 施設
- 宇治田原郵便局 - 開設時は湯屋谷郵便局（大字湯屋谷小字石詰）、1943年（昭和18年）6月16日現在地へ移転、1948年（昭和23年）6月16日局名改称。

## 教育

### 小学校
- 宇治田原村立宇治田原小学校 - 1887年（明治20年）7月岩山尋常小学校として創立、旧維孝館荒木小学校校舎を暫定使用。1891年（明治24年）4月宇治田原第一尋常小学校に校名変更、大字岩山字辻出50へ移転。1998年（明治31年）4月大字岩山小字三百畷の新校舎へ移転、12月宇治田原高等小学校併置。1900年（明治33年）11月宇治田原高等小学校と統合し、宇治田原尋高等常小学校に校名変更。1908年4月大字岩山小字丸山36の現在地に新築移転。1941年（昭和16年）宇治田原国民学校を経て、1947年（昭和22年）4月宇治田原村立宇治田原小学校と改称。
- 宇治田原村立奥山田小学校 - 1875年（明治8年）6月克明館奥山田小学校として大字奥山田小字宮垣内155長福寺にて創立。1887年（明治20年）7月岩山尋常小学校奥山田分校、1891年（明治24年）4月宇治田原第三尋常小学校、1895年（明治28年）12月宇治田原第二尋常小学校を経て、1899年（明治32年）1月奥山田尋常小学校に校名変更。1941年（昭和16年）奥山田国民学校を経て、1947年（昭和22年）4月宇治田原村立奥山田小学校と改称。

#### 廃校
- 宇治田原第一尋常小学校禅定寺分教室 - 1875年（明治8年）8月循誘館禅定寺小学校として禅定寺村字奥谷3（建藤神社境内）にて創立。1887年（明治20年）7月岩山尋常小学校の禅定寺分教室、1891年(明治4年）4月宇治田原第一尋常小学校禅定寺分教室となる。校地は大字禅定寺小字東奥谷2（旧禅定寺会館跡地）。1895年（明治28年）12月廃止。
- 宇治田原第一尋常小学校湯屋谷分校 - 1875年（明治8年）6月篤信館湯屋谷小学校として大字湯屋谷小字下ノ塔9・10合地にて創立。1887年（明治20年）7月岩山尋常小学校湯屋谷分校、1891年（明治24年）4月宇治田原第二尋常小学校を経て、1895年（明治28年）12月より宇治田原第一尋常小学校湯屋谷分校。1898年（明治31年）4月廃止。
- 宇治田原第一尋常小学校立川分教室 - 1891年（明治24年）1月宇治田原第一尋常小学校立川分教室として大字立川小字神上5にて創立。1898年（明治31年）4月廃止。

### 中学校
- 宇治田原村田原村学校組合立維孝館中学校 - 1947年（昭和22年）4月30日創立。